# WTA фінал 2019, парний розряд
Минулого року чемпіонками були Тімеа Бабош та Крістіна Младенович. Вони захистили титул, здолавши в фіналі Сє Шувей та Барбору Стрицову з рахунком 6-1, 6-3.
Младенович, Барбора Стрицова та Орина Соболенко перед турніром претендували на чільну позицію в парному рейтингу WTA.
Вихід до фіналу дозволив Стрицовій повернути собі звання найкращої парної тенісистки світу.
Уперше з часів Чемпіонату WTA 2015 змагання проводилося за форматом колового турніру.

## Сіяні пари
1. Елісе Мертенс /  Орина Соболенко (підгрупа)
2. Сє Шувей /  Барбора Стрицова (фінал)
3. Тімеа Бабош /  Крістіна Младенович (Чемпіонки)
4. Габріела Дабровскі /  Сюй Їфань (підгрупа)
5. Чжань Хаоцін /  Латіша Чжань (підгрупа)
6. Барбора Крейчикова /  Катержина Сінякова (підгрупа)
7. Саманта Стосур /  Чжан Шуай (півфінал)
8. Анна-Лена Гренефельд /  Демі Схюрс (півфінал)

## Сітка

### Легенда
| - Q = Кваліфаєр - WC = Вайлд-кард - LL = Щасливий лузер | - Alt = Заміна - SE = Виняток - PR = Захищений рейтинг | - w/o = Без гри - r = Зняття - d = Присуджено перемогу |

### Фінальна частина
|  | Півфінали | Півфінали                       | Півфінали                 | Півфінали | Півфінали |                                 |   | Фінал                           | Фінал | Фінал | Фінал | Фінал |
|  |           |                                 |                           |           |           |                                 |   |                                 |       |       |       |       |
|  | 3         | Тімеа Бабош Крістіна Младенович | 1                         | 6         | [10]      |                                 |   |                                 |       |       |       |       |
|  | 7         | Саманта Стосур Чжан Шуай        | 6                         | 4         | [8]       |                                 |   |                                 |       |       |       |       |
|  | 7         | Саманта Стосур Чжан Шуай        | 6                         | 4         | [8]       |                                 | 3 | Тімеа Бабош Крістіна Младенович | 6     | 6     |       |       |
|  |           |                                 |                           |           |           |                                 | 3 | Тімеа Бабош Крістіна Младенович | 6     | 6     |       |       |
|  |           | 2                               | Сє Шувей Барбора Стрицова | 1         | 3         |                                 |   |                                 |       |       |       |       |
|  | 8         | 2                               | Сє Шувей Барбора Стрицова | 1         | 3         | Анна-Лена Гренефельд Демі Схюрс | 1 | 2                               |       |       |       |       |
|  | 8         |                                 |                           |           |           | Анна-Лена Гренефельд Демі Схюрс | 1 | 2                               |       |       |       |       |
|  | 2         | Сє Шувей Барбора Стрицова       | 6                         | 6         |           |                                 |   |                                 |       |       |       |       |

### Червона підгрупа
|   |                                 | Мертенс Соболенко | Бабош Младенович | Чжань            | Гренефельд Схюрс | Матчі | Сети      | Гейми       | Місце |
| 1 | Елісе Мертенс Орина Соболенко   |                   | 6–4, 2–6, [5–10] | 7–6(7–5), 6–4    | 5–7, 6–1, [7–10] | 1–2   | 4–4 (50%) | 32–30 (52%) | 3     |
| 3 | Тімеа Бабош Крістіна Младенович | 4–6, 6–2, [10–5]  |                  | 6–2, 5–7, [10–6] | 7–5, 6–2         | 3–0   | 6–2 (75%) | 36–24 (60%) | 1     |
| 5 | Чжань Хаоцін Латіша Чжань       | 6–7(5–7), 4–6     | 2–6, 7–5, [6–10] |                  | 2–6, 4–6         | 0–3   | 1–6 (14%) | 25–37 (40%) | 4     |
| 8 | Анна-Лена Гренефельд Демі Схюрс | 7–5, 1–6, [10–7]  | 5–7, 2–6         | 6–2, 6–4         |                  | 2–1   | 4–3 (57%) | 28–30 (48%) | 2     |

### Пупурна підгрупа
|   |                                       | Сє Стрицова      | Дабровскі Сюй    | Крейчикова Сінякова | Стосур Чжан      | Матчі | Сети      | Гейми       | Місце |
| 2 | Сє Шувей Барбора Стрицова             |                  | 6–2, 4–6, [9–11] | 6–2, 1–6, [10–5]    | 6–4, 4–6, [10–5] | 2–1   | 5–4 (56%) | 29–27 (52%) | 1     |
| 4 | Габріела Дабровскі Сюй Їфань          | 2–6, 6–4, [11–9] |                  | 4–6, 2–6            | 6–4, 4–6, [5–10] | 1–2   | 3–5 (38%) | 25–33 (43%) | 4     |
| 6 | Барбора Крейчикова Катержина Сінякова | 2–6, 6–1, [5–10] | 6–4, 6–2         |                     | 3–6, 6–7(7–9)    | 1–2   | 3–4 (42%) | 29–27 (52%) | 3     |
| 7 | Саманта Стосур Чжан Шуай              | 4–6, 6–4, [5–10] | 4–6, 6–4, [10–5] | 6–3, 7–6(9–7)       |                  | 2–1   | 5–3 (63%) | 34–30 (53%) | 2     |